# Otto Fredrik Tullberg
Otto Fredrik Tullberg, född 26 september 1802 i Nöbbele församling, Kronobergs län, död 12 april 1853 i Uppsala församling, Uppsala län, var en svensk orientalist, präst, musiker, träsnidare och silhuettklippare.

## Biografi
Tullberg blev student vid Uppsala universitet 1822, filosofie magister 1830 och docent i österländska språk 1832.
År 1830 blev han kurator för Smålands nation och organiserade Allmänna Sången samma år. Han gjorde sig tillika känd som en skicklig musiker och komponerade för Gustaf Adolfs-jubileet den bekanta kören Hjältar, som bedjen.
Kort därefter företog han en längre färd till Tyskland, Österrike, Italien, Frankrike, England och Danmark, från vilken han återkom först 1837, då han, redan förut prästvigd, utnämndes till extra ordinarie hovpredikant.
Efter en ny vetenskaplig resa 1840–1841 befordrades han 1843 till professor i österländska språk i Uppsala. Utöver en polemisk skrift mot Carl Johan Tornberg, en hebreisk läsebok samt ett latinskt festtal med anledning av kung Oscar I:s kröning (1845) utgav han några syriska arbeten efter handskrifter i London, Oxford och Vatikanen.
Som träsnidare täljde han vackra spelmarker som han själv målade med olika valörbeteckningar som klöver, hjärter och andra symboler. Han var även verksam som silhuettklippare och ett porträtt av hans son från 1852 finns bevarat. Han omtalades som en mycket händig och skicklig träsnidare av sin samtid.
Tullberg företog dessutom nya vetenskapliga resor i utlandet, men återkom sjuk från den sista och avled i Uppsala 1853. Han ligger begravd på Uppsala gamla kyrkogård.

## Familj
Otto Fredrik Tullberg var son till regementsväbeln Tyge Gustaf Tullberg och Gustafva Helena Tigerström samt från 1841 gift med konstnären Sofia Ridderbjelke och far till Tycho Tullberg. Han var bror till Hampus Tullberg samt farfar till Ingegerd Beskow, morfar till Anna Ödman och Tycho Ödman, liksom farbror till Hasse W. Tullberg.